# هيروين
الهيروين يحصل عليه من أستلة (إقحام جزيء أستيل في مركَّب) المورفين. وهو أهم شبه قلوي مستخرج من الخشخاش المنوم. مخدر قوي للجهاز العصبي المركزي ويسبب إدمانا جسميا ونفسيا قويا. في الغرب، يصنف مع المخدرات.
للأغراض الطبية (كمخدر للآلام الحادّة أو ضمن برامج التخلص من الإدمان)، فإن الهيروين (باسمه العلمي «دايمورفين» أو «دايستلمورفين») يوصف كعلاج وذلك بشكل قانوني في بعض المناطق ويخضع إستخدامه وجرعاته للرقابة، ويأتي في شكل حبوب أو إبر، السماح المحدود لاستخدامه يرتبط عادة بجرعات تعطى في مراكز طبية متخصصة وتحت إشراف طبي. من المناطق التي قنن فيها استخدام الهيروين لهذه الاغراض الطبية المملكة المتحدة.

## تاريخ
صنع لأول مرة من مادة المورفين عام 1874 م من قبل كيميائي اٍنجليزي ولكن لم يعرف مفعوله، صنع من جديد عام 1898 م من قبل هنريك دريسار، كيميائي ألماني من المؤسسة الصيدلانية باير (Bayer) التي أنتجته كدواء للعديد من الاٍصابات منها داءالسل.
اعطي اٍسم هيروين من التسمية الألمانية heroisch (تنطق هيرويش).

## الاستخدام
نشرت البي بي سي تقريراً عن معدل الاستخدام العالمي من خلال تقديرات منظمة الأمم المتحدة حيث هناك أكثر من 50 مليون متعاطٍ بشكل دائم للهيروين والكوكايين والمخدرات عموماً.
يتراوح الاستخدام العالمي للهيروين ما بين 15 مليون إلى 21 مليون شخص تتراوح أعمارهم ما بين 15-64 سنة.

## الاستخدامات الطبية
اسمه العلمي دايمورفين أو دايستلمورفين يستخدم الهروين في المملكة المتحدة كمسكن قوي للالم. استخدامه يشمل علاج الآلام الحادة، مثل الاصابات الجسدية الحاده، واحتشاء عضلة القلب، وآلام ما بعد الجراحة، والآلام المزمنه، بما في ذلك المراحل الأخيرة للسرطان
وأمراض أخرى. في بلدان أخرى يشاع أيضا استخدام المورفين أو الأفيونيات القوية الأخرى في مثل تلك الحالات.
في المملكة المتحدة يتم مراقبة استخداماته من خلال قانون إساءة استخدام الادوية لعام 1971، حيث يصنف من ضمن الادوية فئة A الخاضعة للرقابة. وتقوم المستشفيات بالاحتفاظ بسجلات استخدامه.

## أعراض انسحاب الهيروين
ظهرت الكثير من الأفلام والمسلسلات الدرامية التي جعلت أعراض انسحاب الهيروين مألوفة لكثير من الأشخاص حول العالم لكنها عادة لا تكون هذه الأعراض مهددة للحياة لكن من المؤكد أن هذا الأعراض ليست بالسهلة أو البسيطة وخاصة أن لم تكن تحت رعاية طبية على مدار أيام أعراض الانسحاب هناك عدد لا بأس به من تقنيات سحب الهيروين وطرده من الجسم.
عادة تظهر أعراض انسحاب الهيروين بعد عدة ساعات من آخر جرعة تعاطى وتبلغ ذروتها ما بين 48 إلى 72 ساعة من آخر جرعة تعاطى
وفي غضون 5 إلى 7 أيام تكون هذه الأعراض بدأت في الهدوء والاندثار على الرغم من أن المريض قد يعاني في هذا الوقت من بعض الضعف والألم المتبقين من أعراض انسحاب المخدر من الجسم لكن يتبقى أعراض الانسحاب النفسية والتي قد تكون الأصعب بعد هذه المرحلة فالمخدرات وخاصة الهيروين قد تكون كيمياء الدماغ كما يقال عنها.

## مدة بقاء الهيروين في الجسم
- 3 أيام في البول
- و 6 ساعات في الدم
- و 90 يوم في الشعر
- و 3 ساعات في اللعاب

## طرق التناول
- الاستنشاق
- الحقن

## مدة علاج إدمان الهيروين
تختلف مدة العلاج من حالة إلى أخرى ولكن تمتد فترة العلاج لمدة أقصاها 6 أشهر

## علاج إدمان الهيروين
يتم علاج الهيروين في 3 مراحل مختلفة وهي
1. الخطوة الأولى: علاج أعراض الإنسحاب
2. الخطوة الثانية: العلاج الدوائي والنفسي
3. الخطوة الثالثة: المتابعة بعد العلاج لمنع الإنتكاس

## معرض صور

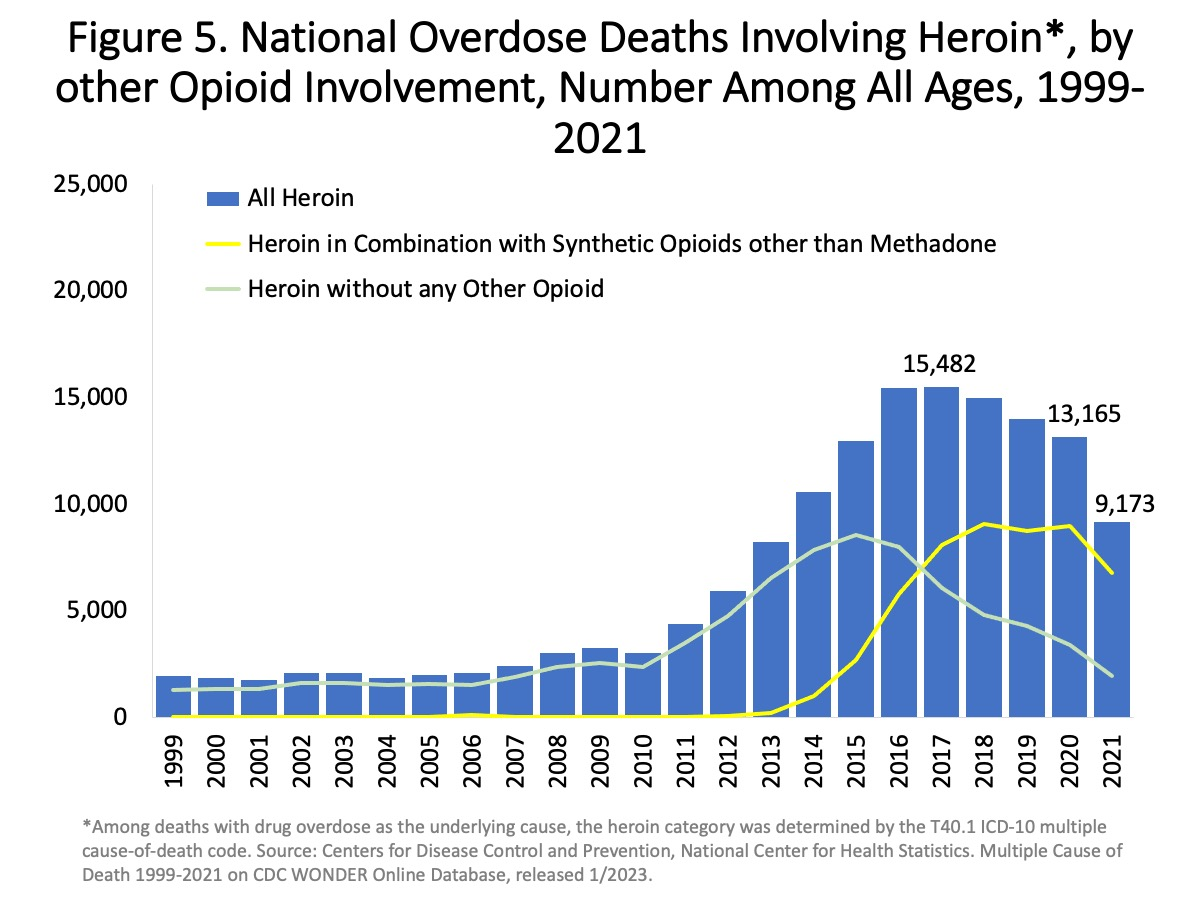
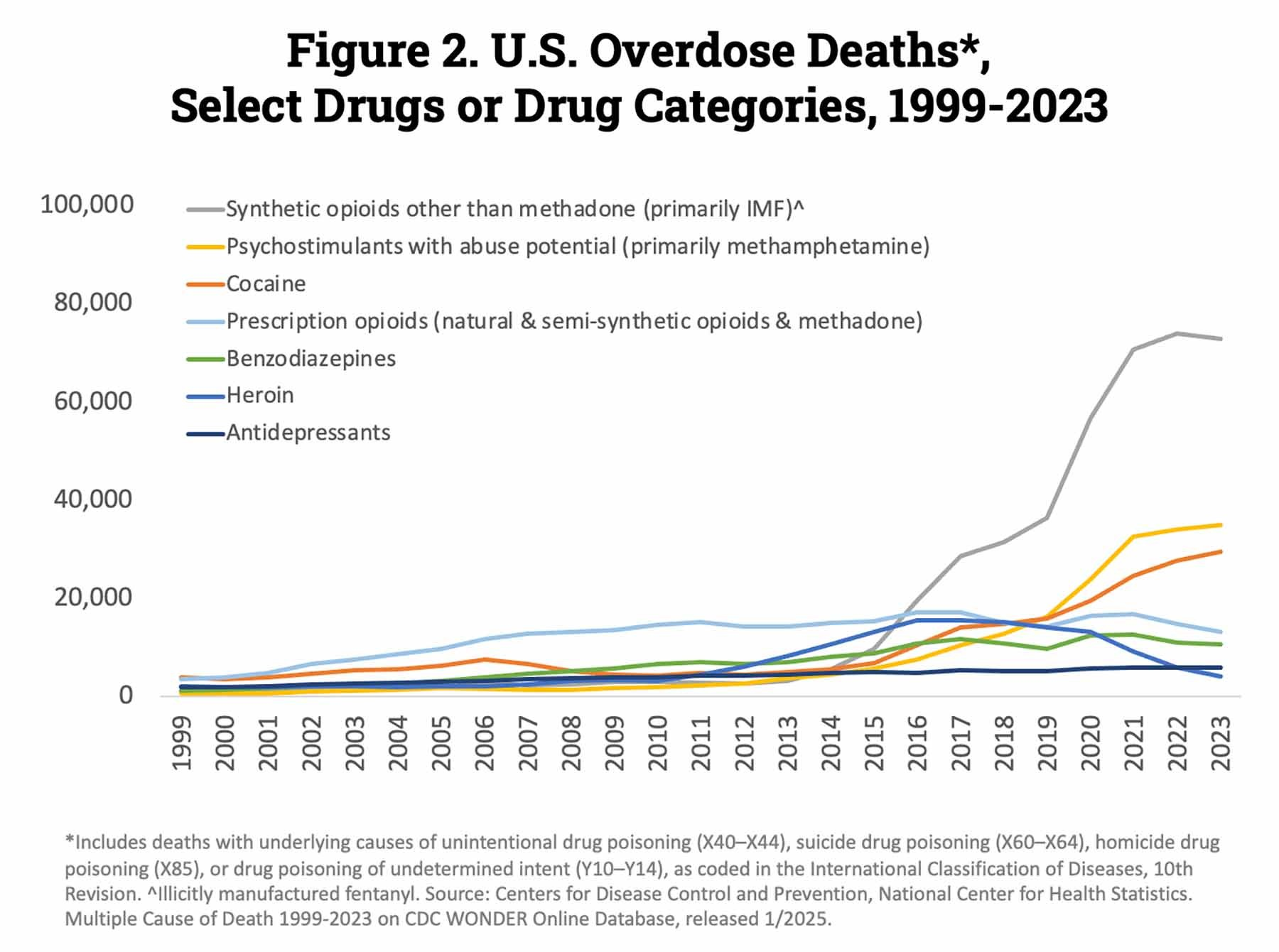
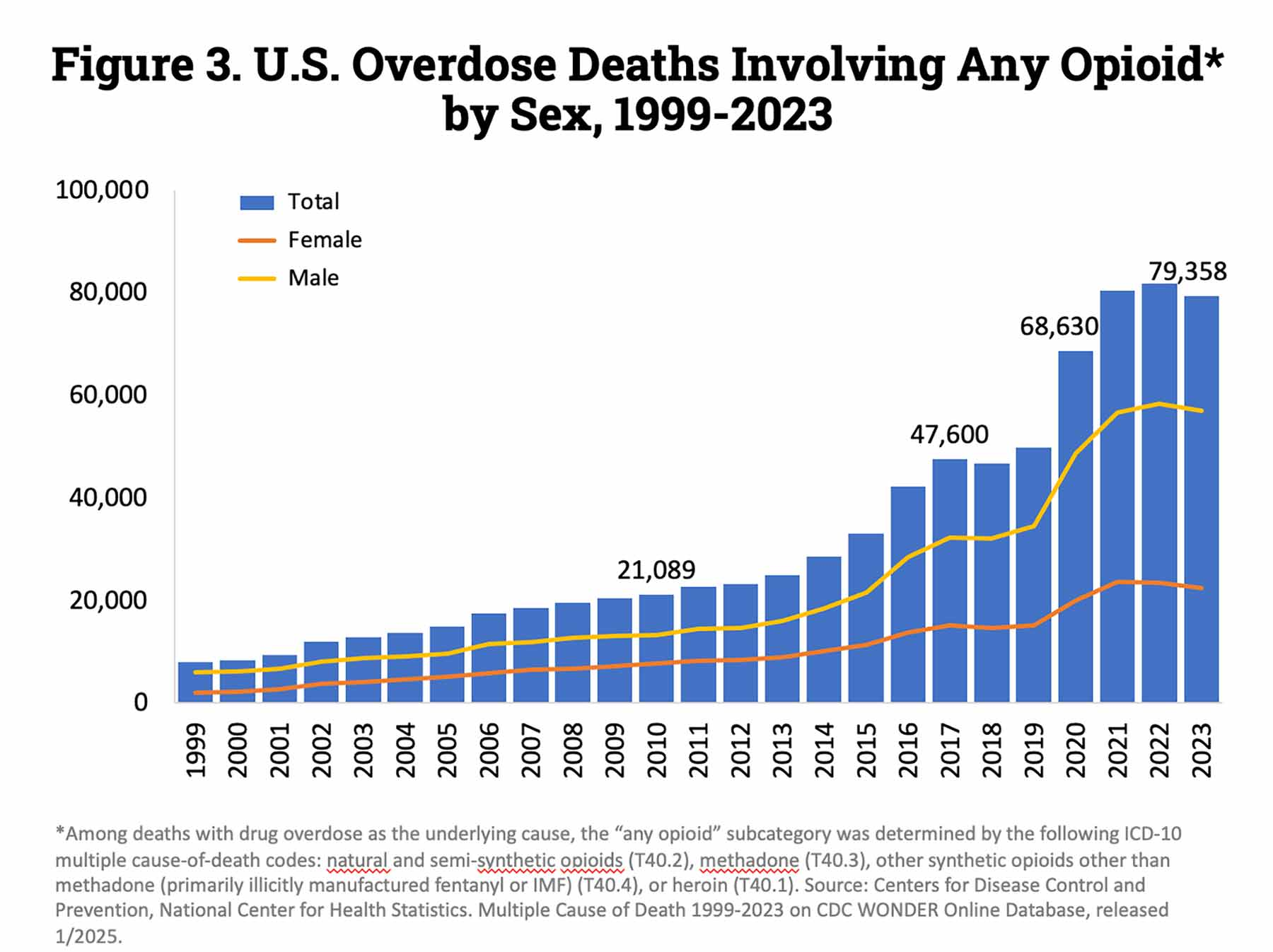